# Anillos olímpicos

Anillos olímpicos.

Los anillos olímpicos (también llamados aros olímpicos) son el principal símbolo de los Juegos Olímpicos, y en general del movimiento y el pensamiento o principios que lo guían. Se trata de cinco aros de colores, entrelazados y dispuestos en dos filas, tres arriba y dos abajo. Los tres anillos superiores presentan, de izquierda a derecha, los colores azul, negro y rojo, en tanto que los dos de la fila inferior son, de izquierda a derecha, de color amarillo y verde. Creados por Pierre de Coubertin en 1913, es uno de los emblemas más reconocidos en el mundo y un símbolo de los valores universales propuestos por el Olimpismo.
El símbolo está definido y reglamentado por la Carta Olímpica, que en su artículo 8.º establece:

El símbolo olímpico se compone de cinco anillos del mismo tamaño entrelazados (los anillos olímpicos), utilizados solos, en uno o en cinco colores. Cuando se utilice la versión en cinco colores, estos serán, de izquierda a derecha, el azul, amarillo, negro, verde y rojo. Los anillos están entrelazados de izquierda a derecha; los anillos azul, negro y rojo están situados encima en ese orden, y los anillos amarillo y verde están situados debajo en ese orden, conforme a la reproducción gráfica incluida más abajo. El símbolo olímpico expresa la actividad del Movimiento Olímpico y representa la unión de los cinco continentes y el encuentro de los atletas del mundo en los Juegos Olímpicos.

La bandera olímpica está compuesta por los cinco anillos o aros situados sobre un fondo blanco. En la actualidad, los cinco aros representan los cinco continentes principales: Oceanía, África, América, Asia y Europa, respectivamente. Los cinco colores representan la totalidad del mundo.
Sin embargo, originalmente, según el Comité Olímpico Internacional, los seis colores se eligieron para reflejar al menos un color de las banderas de cada país competidor. Cada aro representaba los colores de las banderas de los primeros países que tomaron parte de los JJ. OO. Los cinco colores —incluyendo el fondo blanco de la bandera— combinados de esta manera reproducen los colores de todos los países sin excepción.
Fue Pierre de Coubertin, fundador del movimiento olímpico, quien dibujó el emblema. En su primera versión aparecen los aros con la frase heredada por Henri Didon (Citius, Altius, Fortius). Fue Coubertin quien explica el uso de los colores, sin atribuir uno a cada continente, como actualmente se utiliza. Predominan los colores azul y el amarillo en la bandera de Suecia, el azul y el blanco de la bandera de Grecia, los colores de la bandera tricolor francesa, Inglaterra y Estados Unidos, Alemania, Bélgica, Italia, Hungría, el amarillo y el rojo de España junto a las (que Coubertin consideró como naciones) novedades como Brasil o Australia, con el antiguo Japón, y la nueva China. Es realmente un símbolo internacional.

## Origen de los anillos
Pierre de Coubertin ―en la Revue Olympique de agosto de 1913― informó acerca del símbolo que utilizaría en 1914 el Congreso Olímpico de París:

El emblema elegido para ilustrar el Congreso Mundial de 1914 [...]: Además, los seis colores (con el fondo blanco de la bandera) así combinados representan a todas las naciones sin excepción. El azul y el amarillo de Suecia; el azul y el blanco de Grecia, los tricolores de Francia, Inglaterra y Estados Unidos de América, Alemania, Bélgica, Italia, Hungría, el amarillo y el rojo de España junto a las nuevas banderas de Brasil, Australia y a las del antiguo Japón y la joven China. He aquí un emblema verdaderamente internacional.

Asimismo, en la revista del Comité Olímpico Internacional Olympic Magazine, de noviembre de 1992, el historiador estadounidense Robert Barney comenta que la idea de los anillos de Pierre de Coubertin provino del emblema de la Union des sociétés françaises de sports athlétiques de dos anillos entrelazados (como el clásico emblema significando una pareja en matrimonio) con los colores azul y rojo sobre fondo blanco adoptando los colores de la bandera de Francia organismo fundado por la unión de dos asociaciones deportivas francesas y que dirigió hasta 1925 al Movimiento Olímpico en Francia, la cual dirigía y de las ideas del psicólogo Carl Gustav Jung que comenta que el círculo representa la continuidad y también el ser humano.
La teoría más difundida y aceptada, es que los cinco anillos representan a los cinco continentes que participan de las olimpiadas, siendo estos, Oceanía, América, África, Europa y Asia.

## Bandera olímpica
La bandera olímpica está en proporción 2:3, y su uso está estrictamente regulado por el Comité Olímpico Internacional, al igual que el de los anillos. 
La bandera olímpica se iza en todas las ceremonias de apertura de los Juegos Olímpicos, desde los Juegos Olímpicos de Amberes 1920 hasta la actualidad.
Esta es la bandera con la que se lleva a cabo la Ceremonia de Amberes: el alcalde de la ciudad organizadora entrega al Presidente del Comité Olímpico Internacional, el cual se la entrega al alcalde de la ciudad organizadora de los próximos juegos.

## Simbología de los anillos
A pesar de la idea popular de que cada anillo y su color representan a cada uno de los cinco continentes sigue siendo muy popular, el COI la rechaza. En 1951, el Comité Ejecutivo suprimió, por falta de pruebas que lo sustentara, y expresamente para evitar cualquier controversia al respecto, la mención que existía hasta entonces en la Carta Olímpica de la asociación de los cinco colores con los cinco continentes.
En el año 2010, la COI, reinstituye los significados y simbolismo de los anillos, referidos a la universalidad y representatividad de los 5 continentes.

## Tratado de Nairobi
El Tratado de Nairobi sobre la protección del Símbolo Olímpico, adoptado el 26 de septiembre de 1981, establece el compromiso para los países contratantes de no usar o registrar como marca o signo comercial los anillos olímpicos sin autorización del Comité Olímpico Internacional. Dicho tratado es administrado por Organización Mundial de la Propiedad Intelectual (OMPI).

## Usos de los anillos
Según el COI, existen diversos tipos de usos para los símbolos olímpicos:
- Las medallas olímpicas llevan los cinco anillos. Aparecieron por primera vez en los Juegos Olímpicos de París 1924, reapareciendo en los eventos ecuestres realizados en Estocolmo durante los Juegos Olímpicos de 1956. Desde los Juegos Olímpicos de Montreal 1976 se utilizan regularmente en los Juegos de Verano. En los Juegos de Invierno, se utilizan desde los Juegos Olímpicos de Sankt-Moritz 1928.
- Los emblemas olímpicos, tanto de los diferentes logos de los juegos como en los emblemas de los 204 comités olímpicos nacionales.
- Los pósters oficiales de los Juegos Olímpicos. El primero en que aparecen los anillos es el póster de los Juegos Olímpicos de Sankt-Moritz 1928 y, en el caso de los Juegos de Verano, desde los Juegos Olímpicos de Los Ángeles 1932.
- En los souvenirs y objetos publicitarios de los juegos. Se utilizaron por primera vez en los Juegos Olímpicos de Chamonix 1924.
- En estampillas y filatelia, desde los Juegos Olímpicos de Ámsterdam 1928.
- En el escudo de la ciudad de Lausana (Suiza) declarada como capital olímpica desde 1993, por ser colegio del Comité Olímpico Internacional desde 1913.